# 帕特里克·阿伯克龙比
帕特里克·阿伯克龙比（英語：Patrick Abercrombie，1879年6月6日—1957年3月23日）是英国一名建筑师和城市规划师，主持了伦敦的二战后的重建工作。
阿伯克龙比是曼彻斯特一个股票经纪人的九个孩子中的一个，其弟弟拉塞尔斯·阿伯克龙比成为了著名的诗人和评论家。曾就读于阿宾汉姆学校，并在曼彻斯特和利物浦的建筑师那里当了六年学徒。1907年进入利物浦大学工作，后成为利物浦大学的城市设计教授（1915－35年）。在职业生涯早期，阿伯克龙比作为《城市规划评论》（Town Planning Review）的第一任编辑
与悉尼·凯利（Sydney Kelly）和阿瑟·凯利（Arthur Kelly）共同赢得1916年都柏林规划国际竞标而获得广泛关注。在利物浦大学任职期间，他还参与创立了英国乡村保护委员会（1926年），并为谢菲尔德、唐卡斯特、布里斯托尔和巴斯等英国城镇和地区起草规划方案。
阿伯克龙比在担任伦敦大学学院的城市规划教授期间（1935－1946），为伦敦及其周边地区设计了战后重建规划。在其设计的《伦敦郡规划》（County of London Plan，1943年；与约翰·亨利·福肖（John Henry Forshaw）合作完成）和《大伦敦规划》（Greater London Plan，1944年）中，他试图通过将人口重新安置到由改善的道路网络连接起来的许多独特、自给自足的社区来解决城市蔓延的问题。他还帮助重建了其他饱受战争蹂躏的英国城镇，包括普利茅斯、赫尔、伯恩茅斯和爱丁堡以及英国以外的城市，如香港（《亞拔高比報告》）和埃塞俄比亚亚的斯亚贝巴。1945年被封为爵士。